# 赫氏擬花鮨
赫氏擬花鮨，又稱赫氏擬花鱸，為輻鰭魚綱鱸形目鱸亞目鮨科的其中一種，分布於中西太平洋區，從摩鹿加群島至萬那杜，南至澳洲大堡礁海域，棲息深度3-30公尺，體長可達12公分，生活在向海礁坡，為底棲性魚類，成小群活動，屬肉食性，可做為觀賞魚。

## 擴展閱讀
維基物種上的相關：赫氏擬花鮨